# Wojska (Białoruś)
Wojska (biał., ros. Войская) – wieś (agromiasteczko) na Białorusi, w rejonie kamienieckim obwodu brzeskiego, centrum miejscowego sielsowietu.

## Geografia
Miejscowość położona ok. 400 m od lewego brzegu Krywuli (dopływ Leśnej) niedaleko od jej źródeł; 15 km na zachód od Kamieńca, 32 km na północ od Brześcia, 19 km na wschód od najbliższej stacji kolejowej w Wysokiem na linii Brześć – Białystok. 
Sąsiednie miejscowości to Perkowicze (na zachodzie), Lisowczyce (na północy), Sielachowicze i Zadworzany (na wschodzie) oraz Łuskały (na południu). 
Na północ od Wojskiej biegnie droga republikańska R102: Wysokie – Kobryń.

## Historia
Wieś szlachecka położona była w końcu XVIII wieku w powiecie brzeskolitewskim województwa brzeskolitewskiego. 
Po III rozbiorze Rzeczypospolitej (1795) w zaborze rosyjskim – gubernia grodzieńska. Ówczesna gmina (wołost) Wojska w powiecie (ujeździe) brzeskim obejmowała 35 miejscowości. 
W okresie międzywojennym Wojska należała do gminy Wojska w powiecie brzeskim województwa poleskiego II Rzeczypospolitej. Po zniesieniu gminy w 1928 r. Wojskę włączono do gminy Ratajczyce. 
Po agresji ZSRR na Polskę Wojska stała się centrum utworzonego w 1940 sielsowietu w rejonie kamienieckim BSRR.
Od 1991 r. – w niepodległej Białorusi.
We wsi urodził się Placyd Jankowski (1810-1872), duchowny prawosławny.

## Współczesność
Obecnie agromiasteczko jest centrum sielsowietu oraz spółdzielni rolniczej „Kłos”. Działa tu szkoła średnia, dom kultury, biblioteka, przychodnia, przedszkole, sklepy, parafialna  cerkiew prawosławna pw. Świętej Trójcy (z XVIII w.) oraz dom modlitwy baptystów.